# Beaumont-du-Périgord
Pour les articles homonymes, voir Beaumont.
Beaumont-du-Périgord est une ancienne commune du sud-ouest de la France, située dans le département de la Dordogne en région Nouvelle-Aquitaine, devenue le 1er janvier 2016 une commune déléguée au sein de la commune nouvelle de Beaumontois en Périgord.
Beaumont est une bastide anglaise fondée en 1272 au nom d'Édouard Ier, roi d'Angleterre, par Lucas de Thaney, sénéchal de Guyenne. Le plan de la ville est en forme de H. De la place centrale partent deux rues (rue Foussal et rue Romieu) formant les deux bras du « H ». Sa place centrale est entourée d'arcades appelées « cornières » sur lesquelles donnent les magasins. À côté de la place se trouve la grande église fortifiée dont la taille est démesurée proportionnellement à celle de la cité.
Beaumont-du-Périgord possède encore des vestiges de son enceinte fortifiée et une porte médiévale récemment[Quand ?] restaurée, la Porte de Luzier. De 1790 à 2015, la commune a été le chef-lieu d'un canton. Jusqu'en 2001, elle a porté le nom officiel de Beaumont.

## Géographie

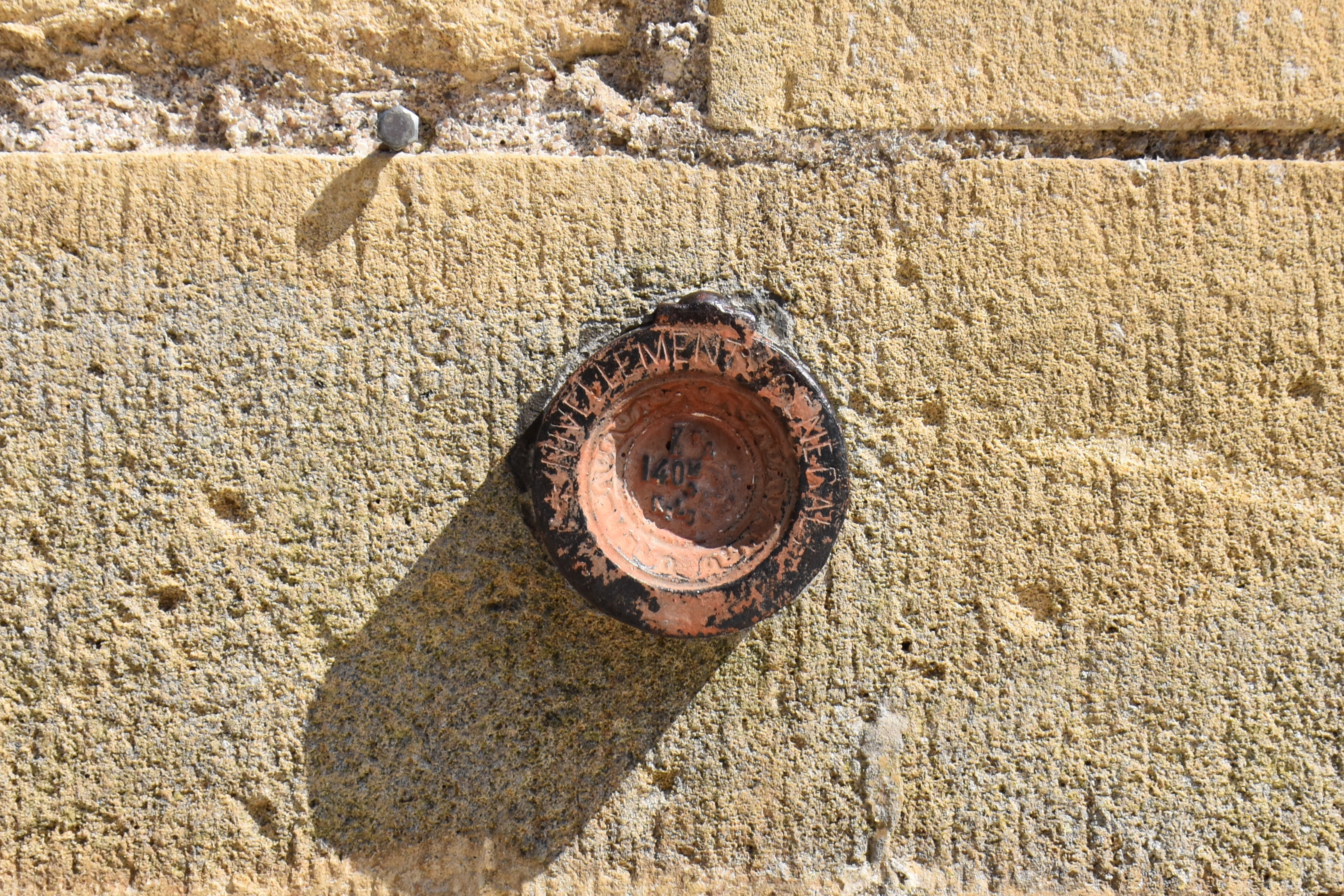
Borne de nivellement sur le mur de l'église - Altitude 140 m.

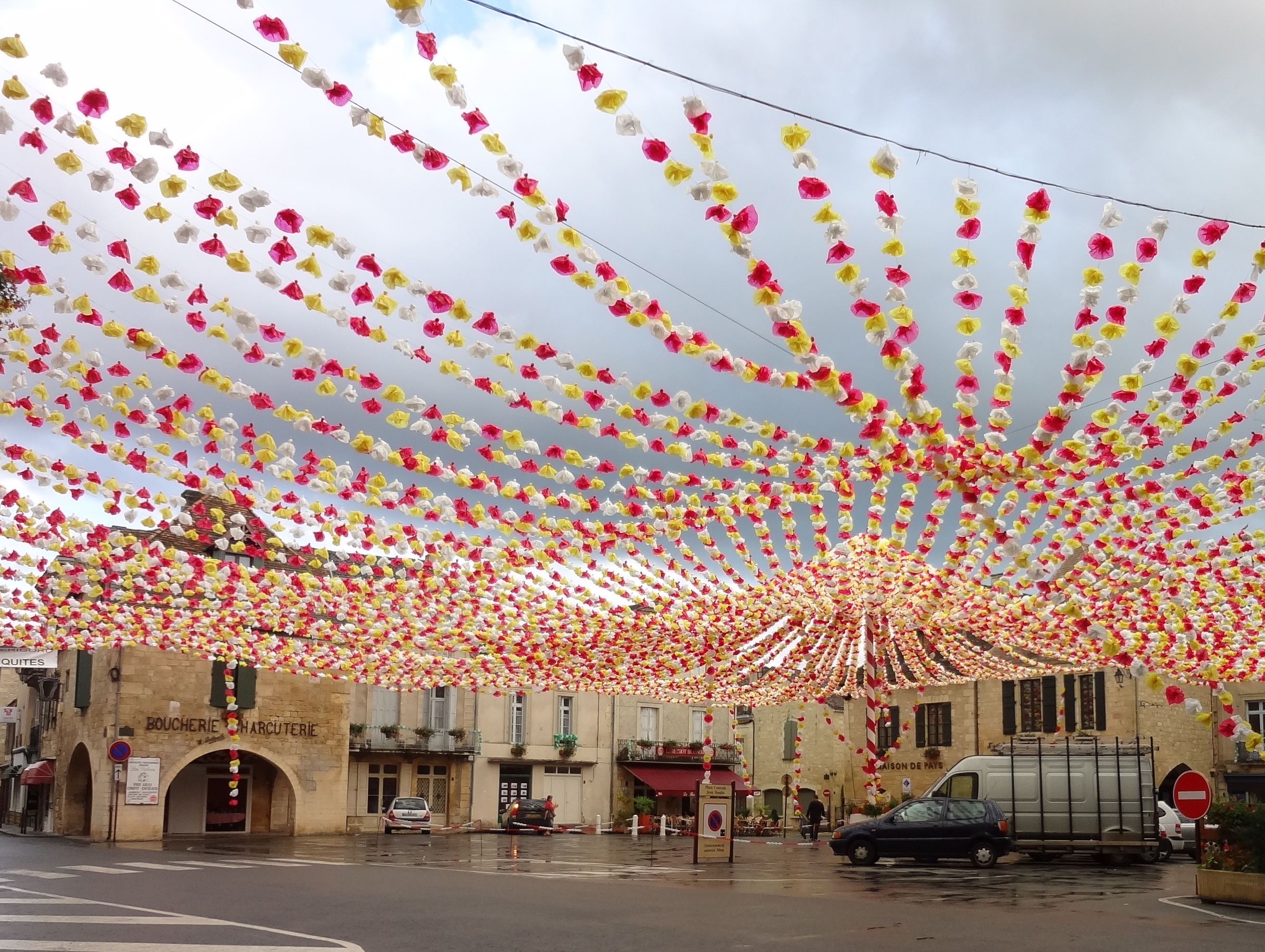
La place du village, pavoisée pour la fête locale.

Beaumont du Périgord est situé au Sud-Ouest de la France et au Sud de la Dordogne.
C'est un terrain composé de beaucoup de collines avec une forte pente d'où vient le nom Beaumont (comme une belle montée). La place centrale est en haut de toutes ces collines ainsi que l'église.

### Communes limitrophes

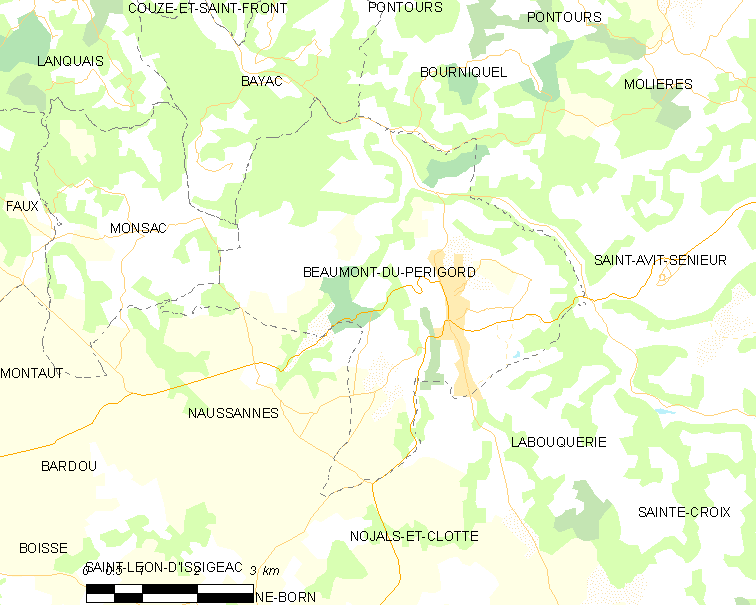
Carte de Beaumont-du-Périgord et des communes avoisinantes en 2015.

En 2015, année précédant la création de la commune nouvelle de Beaumontois en Périgord, Beaumont-du-Périgord était limitrophe de sept autres communes.
| Bayac      |                      | Bourniquel         |
| Monsac     | Beaumont-du-Périgord | Saint-Avit-Sénieur |
| Naussannes | Nojals-et-Clotte     | Labouquerie        |

## Urbanisme

### Villages, hameaux et lieux-dits
Outre le bourg de Beaumont-du-Périgord proprement dit, le territoire se compose d'autres villages ou hameaux, ainsi que de lieux-dits :
- Bannes
- les Bellones
- Belpech
- le Biard
- Bidot
- Bidounet
- Blanc
- Bois du Sol
- Bonhôte
- Bonne Vitte
- Bontemps
- la Borie Basse
- la Borie Neuve
- Bourdiol
- les Brandes
- Cabirat
- Calpré
- Carrière
- au Castagnol
- Catalat
- Caufour
- Cazelle
- Champs Noirs
- Château de Bannes
- Combe Largue
- Combe Molière
- Comte
- Coste
- Coumol
- Couzage
- Crabier
- Cros Blanc
- au Crouzille
- le Dougnou
- les Drals
- Flory
- Fonsalade
- la Galage
- Gondras
- Grand Mayne
- la Grande Borie
- les Granges
- Guillaumot
- Guillaumy
- Ize
- la Janthe
- Jouanat
- Jouannet
- Lalande
- Lapradelle
- Laquais
- Laroque
- Lartigue
- Lasplate
- Lenteuil
- Loudat
- Luzie
- Magal
- Malpas
- Mamont
- Marinier
- Moncani
- le Moulin de Chevalier
- le Moulin de Jarry
- le Moulin de Surier
- le Moulin de la Taillade
- le Moulin de la Ville
- Neyrat
- Pech del Four
- Petit Mayne
- les Peyères
- Peygrand
- au Peyroulet
- Peyroux
- Peyrugue
- les Pins
- la Plane
- Pont de Belpech
- Pont Roudier
- Ponterie
- Pradal
- aux Pradasques
- le Pressoir
- Revauget
- Rocher du Corbeau
- aux Rocs
- Rodemioule
- Rolland
- Tertre Blanc
- Travade.

## Toponymie
Le nom du lieu est attesté sous la forme latine Villa Belli Montis en 1286, Belli Mons en 1315.
Le nom de la commune est la francisation de l'occitan bèl mont, correspondant à une hauteur remarquable,. La seconde partie du nom correspond naturellement à l'ancienne province du Périgord.
En occitan, la commune porte le nom de Bèlmont de Perigòrd.

## Histoire

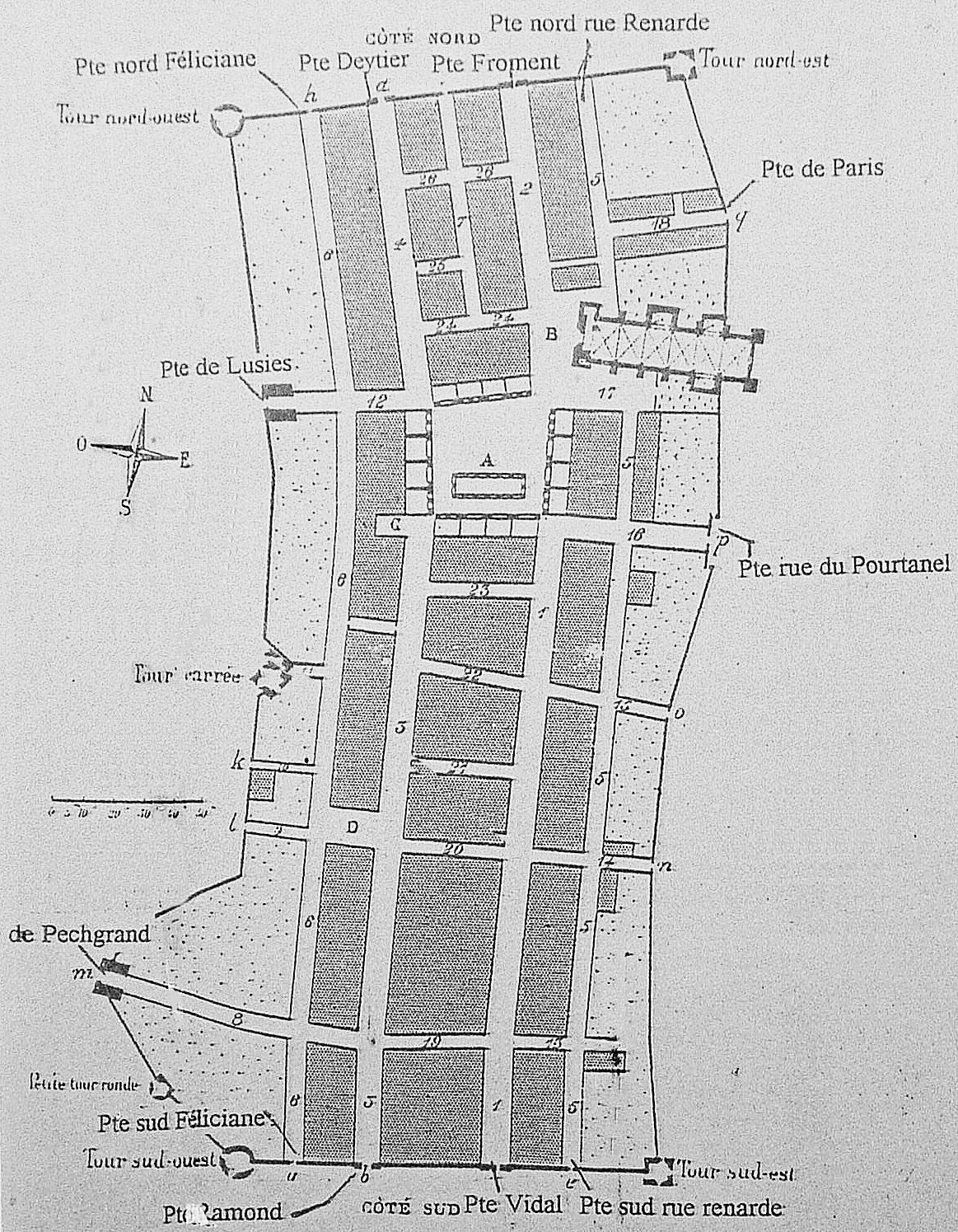
Plan de la ville avec ses fortifications.

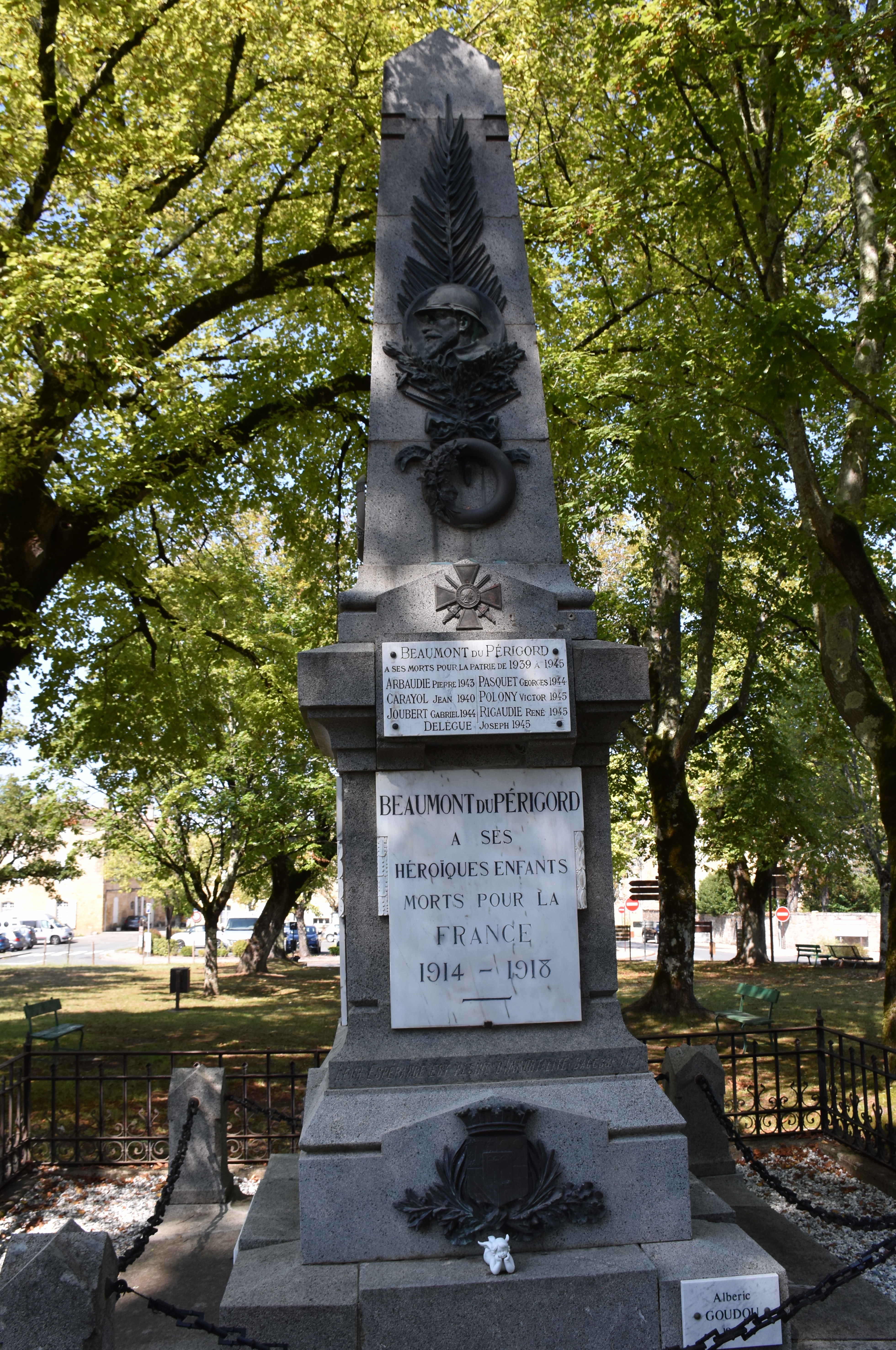
Le monument aux morts.

Beaumont-du-Périgord est au départ une bastide anglaise fondée en 1272 par le sénéchal de Guyenne, Lucas de Thaney au nom du roi d'Angleterre, Édouard Ier,. Elle a été fondée sur des terres données par le prieur de Saint-Avit-Sénieur, l'abbé de Cadouin, et par le seigneur de Biron.
La première mention écrite connue du lieu, tardive, remonte à l'an 1286 sous la forme villa Bellis monti. Le 15 novembre de cette même année, le roi Édouard Ier accorde une charte à la ville de Beaumont. Une lettre du roi datée de 1289 autorise les consuls à construire une halle sur le côté sud de la place des Cornières. Cette halle est dessinée sur le cadastre de 1840. Elle a été détruite pour cause de vétusté en 1864.
La ville est construite suivant un plan de rues droites se coupant à angles droits. La place centrale est entourée de cornières. Elle a un plan presque rectangulaire mesurant, dans l'enceinte, 338 mètres par 137 mètres. Chaque côté de la place comprenait quatre maisons dont le premier étage s'avance sur la place grâce à des piliers formant des porches ou cornières.
L'enceinte de la ville est construite en 1320. C'est vers 1330-1350 que commence la construction de l'église Saint-Laurent-et-Saint-Front, située à côté de l'angle nord-est de la place centrale.
La ville est prise en 1442 par Pierre de Beaufort, vicomte de Turenne. Louis XI confirme en 1461 la charte aux habitants de la bastide. Assiégée à trois reprises par les huguenots en 1561, 1575 et 1576, la ville est finalement prise le 5 février 1576, par les protestants commandés par le capitaine Bernard de Gontaut de Saint-Geniez, seigneur de Campagnac de Ruffen (repaire noble à Bouillac),. Après la signature d'un traité de paix, la ville revient aux catholiques mais elle est de nouveau assiégée par les huguenots commandés par le capitaine Panissaut et tombe le 13 novembre 1585.
En 1596, le roi Henri IV cède ses droits et revenus sur le comté de Beaumont. Les habitants sont mécontents. Les Beaumontois rachètent en 1605 cette aliénation au profit du roi.
En 1643, la seigneurie de Beaumont est donnée en engagement par le roi Louis XIII, pour la somme de 7 563 livres, au duc de Bouillon, qui a possédé la ville et le comté de Beaumont comme engagiste du roi. La même année, les droits et revenus du comté sont cédés pour 3 780 livres au nom du roi Louis XIV au sieur Jean-Jacques de Bergues. Les Beaumontois rachètent de nouveau cette aliénation.
Le 20 mars 1651, Louis XIV, « pour le bien de son état et pour mettre à couvert la frontière de Champagne, suivant la résolution du défunt roy son père Louis XIII » a acquis les principautés de Sedan et de Raucourt avec toutes leurs appartenances et dépendances en échange d'un grand nombre de territoires, dont la ville et le comté de Beaumont.
Au XVIIIe siècle, la ville perd ses remparts. Le mur d'enceinte est vendu aux riverains qui l'abattent ou y adossent leurs maisons. Il n'en reste que la porte de Luziès (ou porte de Luzier), des parties de murs et une tour.
En 1707 commence la construction du couvent des Dames de la Foy qui ne sera terminé qu'après 1740.
Le comté de Beaumont fait partie des biens de la famille de Beaumont jusqu'en 1733, lorsque la duchesse de Bouillon le vend au président d'Augeard. En 1763, Jean de Paty, seigneur de Lusies, achète le comté de Beaumont à la veuve d'Augeard pour 20 000 livres. Entre 1763 et 1782, plusieurs conflits vont exister entre Jean de Paty et Charles de Montsec, premier consul de la ville de Beaumont. En 1782, Jacques de Belerd devient premier consul, assisté de Louis Ters et des sieurs Redon et Tinet.
Un hôpital est construit à partir de 1789, mais le second étage reste inachevé.
Dès les premières années de la Révolution française, la commune de Bannes fusionne avec celle de Beaumont.
La commune a été décorée de la croix de guerre 1939-1945 le 11 novembre 1948, distinction également attribuée à dix-huit autres communes de la Dordogne.
Avant le décret du 1er février 2001, la commune s'appelait Beaumont.
Au 1er janvier 2016, Beaumont-du-Périgord fusionne avec Labouquerie, Nojals-et-Clotte et Sainte-Sabine-Born pour former la commune nouvelle de Beaumontois en Périgord dont la création a été entérinée par l'arrêté du 29 décembre 2015, entraînant la transformation des quatre anciennes communes en communes déléguées.

## Politique et administration

### Rattachements administratifs et électoraux
Dès 1790, la commune de Beaumont a été rattachée au canton de Beaumont qui dépendait du district de Belvès jusqu'en 1795, date de suppression des districts. En 1801, le canton est rattaché à l'arrondissement de Bergerac.
Dans le cadre de la réforme de 2014 définie par le décret du 21 février 2014, ce canton disparaît aux élections départementales de mars 2015. La commune est alors rattachée au canton de Lalinde.

### Intercommunalité
Fin 1995, Beaumont intègre dès sa création la communauté de communes du Pays beaumontois. Celle-ci est dissoute au 31 décembre 2012 et remplacée au 1er janvier 2013 par la communauté de communes des Bastides Dordogne-Périgord.

### Administration municipale
La population de la commune étant comprise entre 500 et 1 499 habitants au recensement de 2011, quinze conseillers municipaux ont été élus en 2014,. Ceux-ci sont membres d'office du  conseil municipal de la commune nouvelle de Beaumontois en Périgord, jusqu'au renouvellement des conseils municipaux français de 2020.

### Liste des maires puis des maires délégués

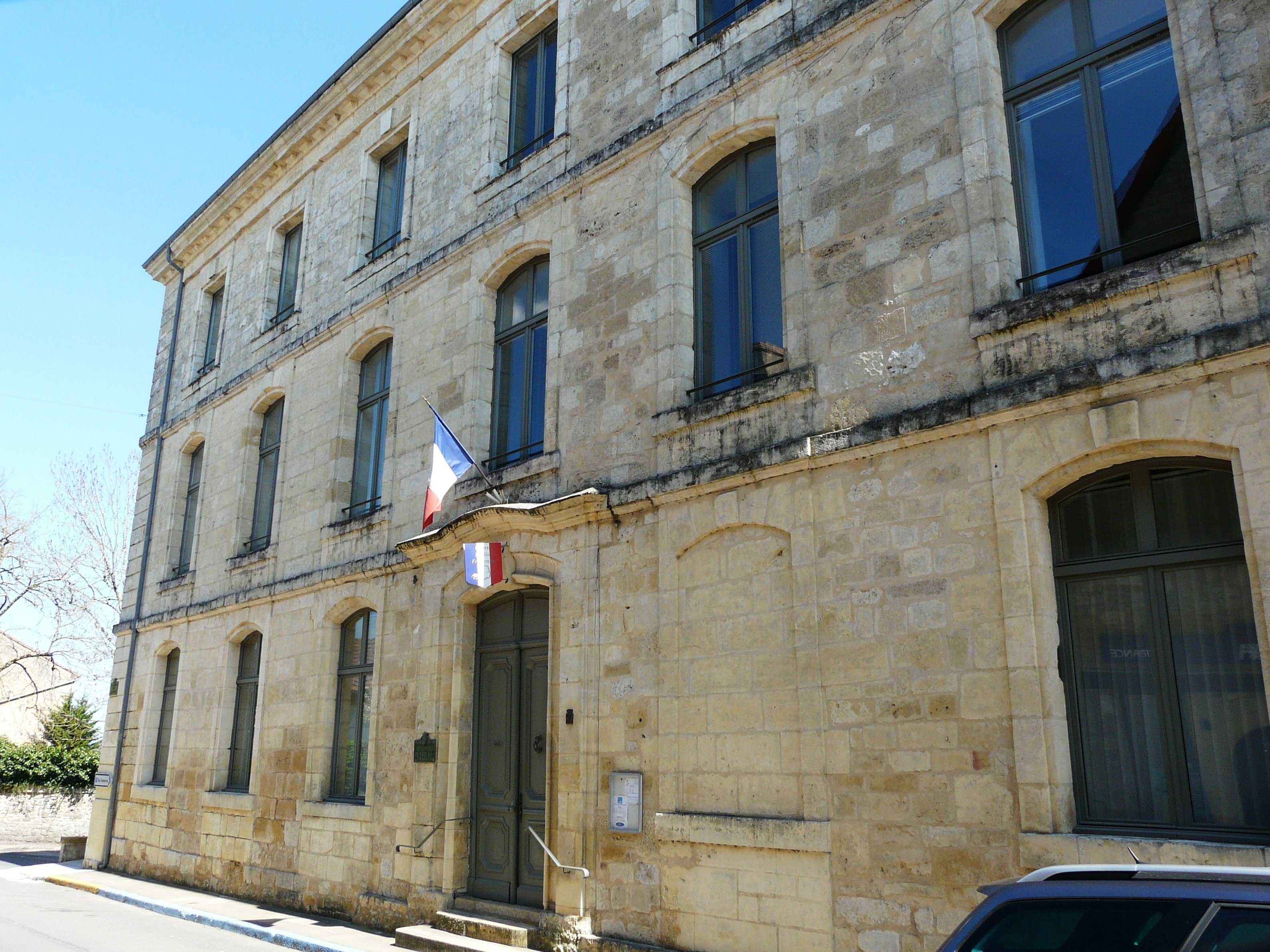
La mairie en 2015.

| Période                                  | Période       | Identité                   | Étiquette | Qualité                                                                                           |
| ---------------------------------------- | ------------- | -------------------------- | --------- | ------------------------------------------------------------------------------------------------- |
| Les données manquantes sont à compléter. |               |                            |           |                                                                                                   |
|                                          |               |                            |           |                                                                                                   |
| 1959                                     | 1989          | Jacques Dutour             |           | Conseiller général du canton de Beaumont-du-Périgord (1961-1967 et 1973-1979)                     |
|                                          |               |                            |           |                                                                                                   |
| 1995                                     |               | Pierre Labeille            |           |                                                                                                   |
| mars 2001                                | mars 2008     | Mme Dominique David-Astier |           |                                                                                                   |
| mars 2008 (réélu en mars 2014)           | décembre 2015 | Dominique Mortemousque     | UMP       | Agriculteur Conseiller général du canton de Beaumont-du-Périgord (1998-2015) Sénateur (2002-2008) |

| Période      | Période  | Identité              | Étiquette | Qualité |
| ------------ | -------- | --------------------- | --------- | ------- |
| janvier 2016 | mai 2022 | Jean-François Piboyeu |           |         |

### Jumelages

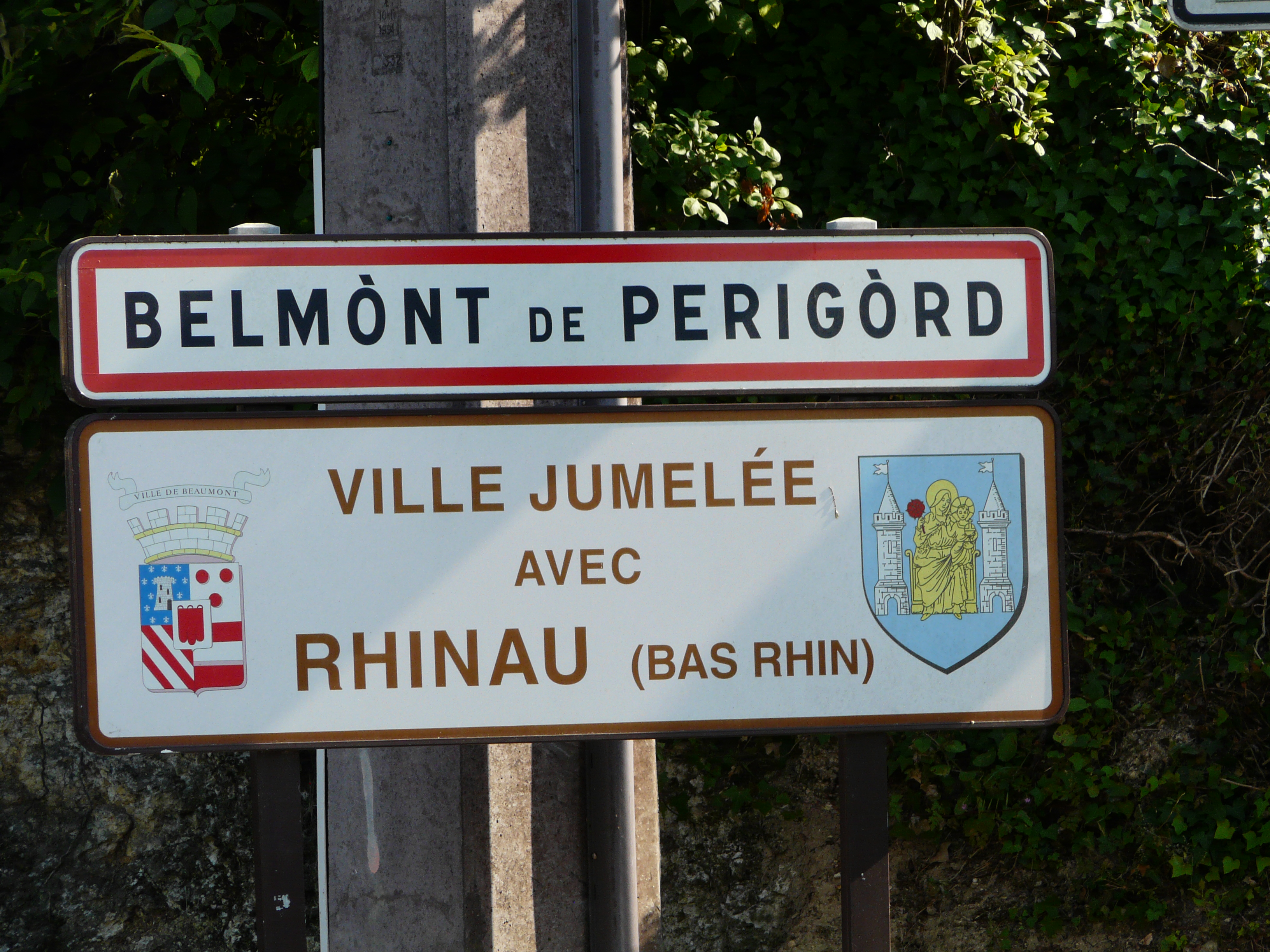
Panneau (en occitan) de jumelage.

Rhinau (France) (Bas-Rhin) depuis 1964.

## Démographie
Les habitants de Beaumont-du-Périgord se nomment les Beaumontois.
L'évolution du nombre d'habitants est connue à travers les recensements de la population effectués à Beaumont depuis 1793. À partir du XXIe siècle, les recensements des communes de moins de 10 000 habitants ont lieu tous les cinq ans (2006, 2011 pour Beaumont-du-Périgord). Depuis 2006, les autres dates correspondent à des estimations légales. En 2015, dernière année en tant que commune indépendante, Beaumont-du-Périgord comptait 1 064 habitants.
Au 1er janvier 2022, la commune déléguée de Beaumont-du-Périgord compte 971 habitants.
| 1793  | 1800  | 1806  | 1821  | 1831  | 1836  | 1841  | 1846  | 1851  |
| ----- | ----- | ----- | ----- | ----- | ----- | ----- | ----- | ----- |
| 1 392 | 1 505 | 1 543 | 1 551 | 1 850 | 1 806 | 1 835 | 1 788 | 1 760 |

| 1856  | 1861  | 1866  | 1872  | 1876  | 1881  | 1886  | 1891  | 1896  |
| ----- | ----- | ----- | ----- | ----- | ----- | ----- | ----- | ----- |
| 1 796 | 1 801 | 1 811 | 1 926 | 1 867 | 1 834 | 1 728 | 1 605 | 1 523 |

| 1901  | 1906  | 1911  | 1921  | 1926  | 1931 | 1936 | 1946 | 1954 |
| ----- | ----- | ----- | ----- | ----- | ---- | ---- | ---- | ---- |
| 1 343 | 1 349 | 1 270 | 1 052 | 1 014 | 960  | 940  | 892  | 865  |

| 1962  | 1968  | 1975  | 1982  | 1990  | 1999  | 2006  | 2011  | 2015  |
| ----- | ----- | ----- | ----- | ----- | ----- | ----- | ----- | ----- |
| 1 019 | 1 110 | 1 226 | 1 261 | 1 155 | 1 150 | 1 145 | 1 101 | 1 064 |

## Économie
Les données économiques de Beaumont-du-Périgord sont incluses dans celles de la commune nouvelle de Beaumontois en Périgord.

## Culture locale et patrimoine

### Lieux et monuments
De son passé de bastide, Beaumont-de-Périgord a gardé de nombreuses traces. Pierre Garrigou-Grandchamp, dans son article sur L'architecture domestique des bastides périgourdines aux XIIIe et XVe siècles décrit succinctement 43 maisons construites pendant ces siècles et dont sont encore perceptibles des traces malgré les reconstructions.
En dehors des sept maisons à cornières qui subsistent sur la place centrale, l'actuelle place Jean-Moulin, un ensemble de maisons peut se voir entre les rues Ratier et Féliciane. Ces dernières maisons se découvrent le long de la rue Féliciane avec des façades en mur-pignon qui laisseraient penser qu'elles pouvaient jouer le rôle de deuxième défense après les remparts dont elles sont séparées par les lices. Sur la rue Ratier, certaines ont conservé au rez-de-chaussée les baies ogivales qui permettaient leurs activités commerciales.
- Église Saint-Laurent-et-Saint-Front[27],[28],[29] du XIIIe siècle et XIVe siècle, classée en 1909 au titre des monuments historiques.

- Couvent des Dames de la Foi[30], actuelle maison de retraite, construite à partir de 1707. La chapelle est ouverte en 1712, mais le bâtiment n'est terminé qu'en 1740. Pour permettre l'achèvement des travaux, la fondatrice, Mademoiselle de Lagorce, a acheté une partie de l'enceinte de la ville[31]

- Ancien hôpital[32], devenu la mairie[Note 2] :

C'est en 1771 que l'abbé Geneste acquiert une maison au seigneur local Jean Jérosme, chevalier, seigneur de Saint-Hilaire et de Ferrière,
Louis XV donne des lettres patentes pour l'Hospice de Beaumont en 1772,
L'abbé Geneste lègue sa maison à l'hospice de Beaumont en 1773,
En 1778, Louis Ters, maître en chirurgie, premier consul de Beaumont entreprend la construction du nouvel hospice,
L'hospice est ouvert au début de 1789 alors que le second étage est non achevé. La chapelle qui devait être construite contre le mur nord ne l'a pas été. Il fonctionne grâce à une donation de 33 799 livres faite par 22 donateurs qui donne une rente annuelle de 1 689 livres.
En 1818, l'hospice est déplacé dans l'ancien couvent des Dames de la Foi, actuelle maison de retraite. On installe alors dans le bâtiment :
- côté nord : la mairie, l'école, la justice et une prison,
- côté sud : le logement pour l'instituteur, puis, après 1840, le presbytère.
Une nouvelle porte donnant accès au couloir de la mairie est ouverte en 1840.
- Porte de Luzier ou de Lusies, seule porte subsistante des fortifications de la ville, fin XIIIe - début XIVe siècle, inscrite en 1952 au titre des monuments historiques[33]. Une tour peut se voir au nord-ouest. Des traces de l'enceinte sont visibles dans les murs de certaines maisons.

- Cimetière mérovingien dont plusieurs tombes sont composées de sarcophages en pierre. Certains sont visibles depuis la route qui mène de la route départementale 25 au Moulin de la Justice (au lieu-dit Capy).

- Château de Bannes, XVe – XVIe siècle, classé en 2002 au titre des monuments historiques[34].

- Église Saint-Martin de Bannes.

- Château de Luzier, XIVe, XVIIe et XVIIIe siècles, inscrit en 2009 au titre des monuments historiques[35].

- Château de la Pradelle[36], vestiges d'un château du XIe siècle dont il reste un mur de 2 m d'épaisseur.

- Chapelle Notre-Dame de Belpech, édifiée au XIIe siècle et agrandie au XIIIe siècle, ancien prieuré de l'abbaye de Cadouin.

- Dolmen de Peyre Nègre, néolithique[37], situé près du lieu-dit Blanc. Il est parfois confondu avec un autre site mégalithique situé à proximité, sur le territoire de la commune voisine de Nojals-et-Clotte : l'allée couverte du Blanc[38].

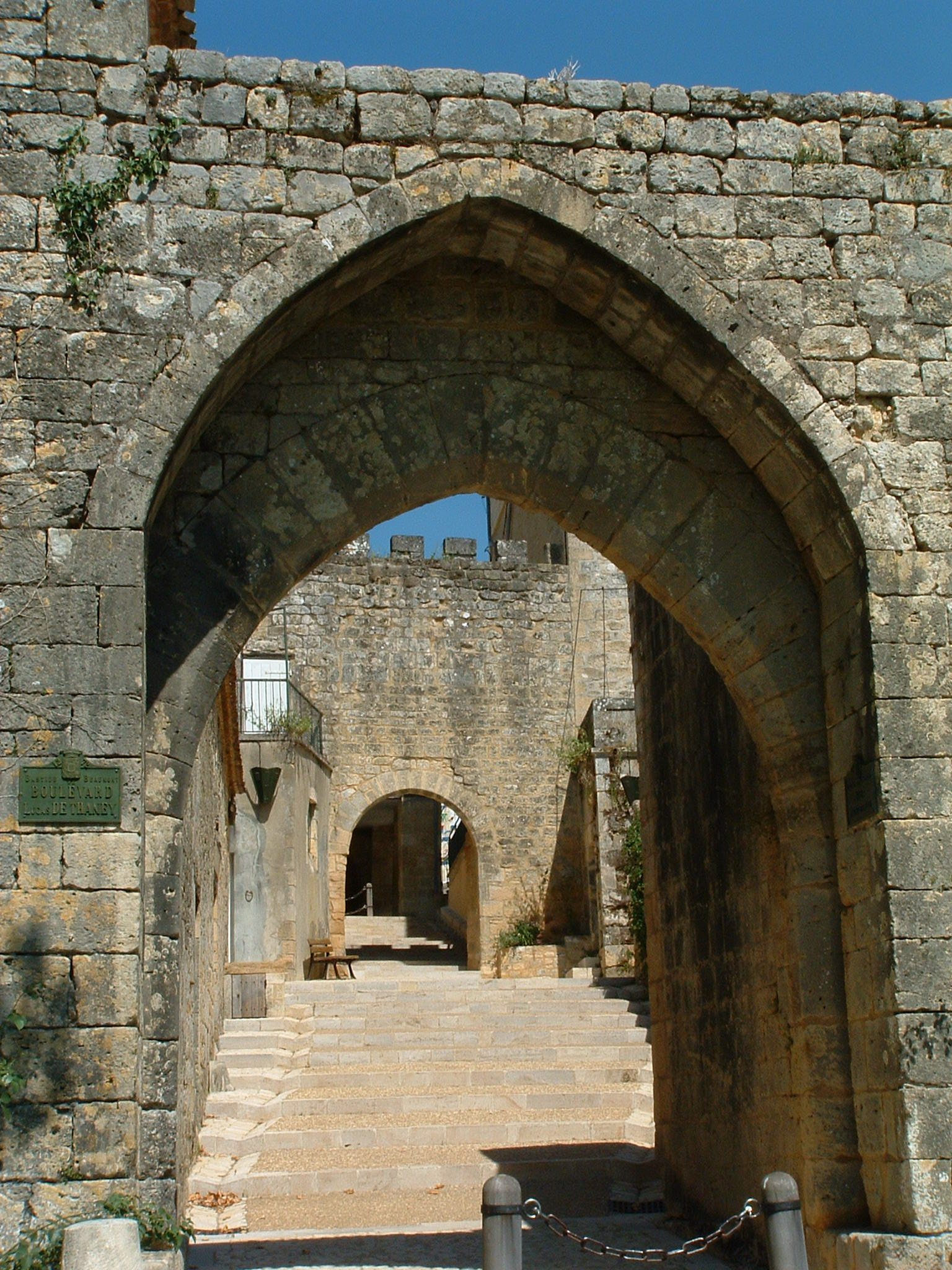
La porte de Lusies (ou Luzier).
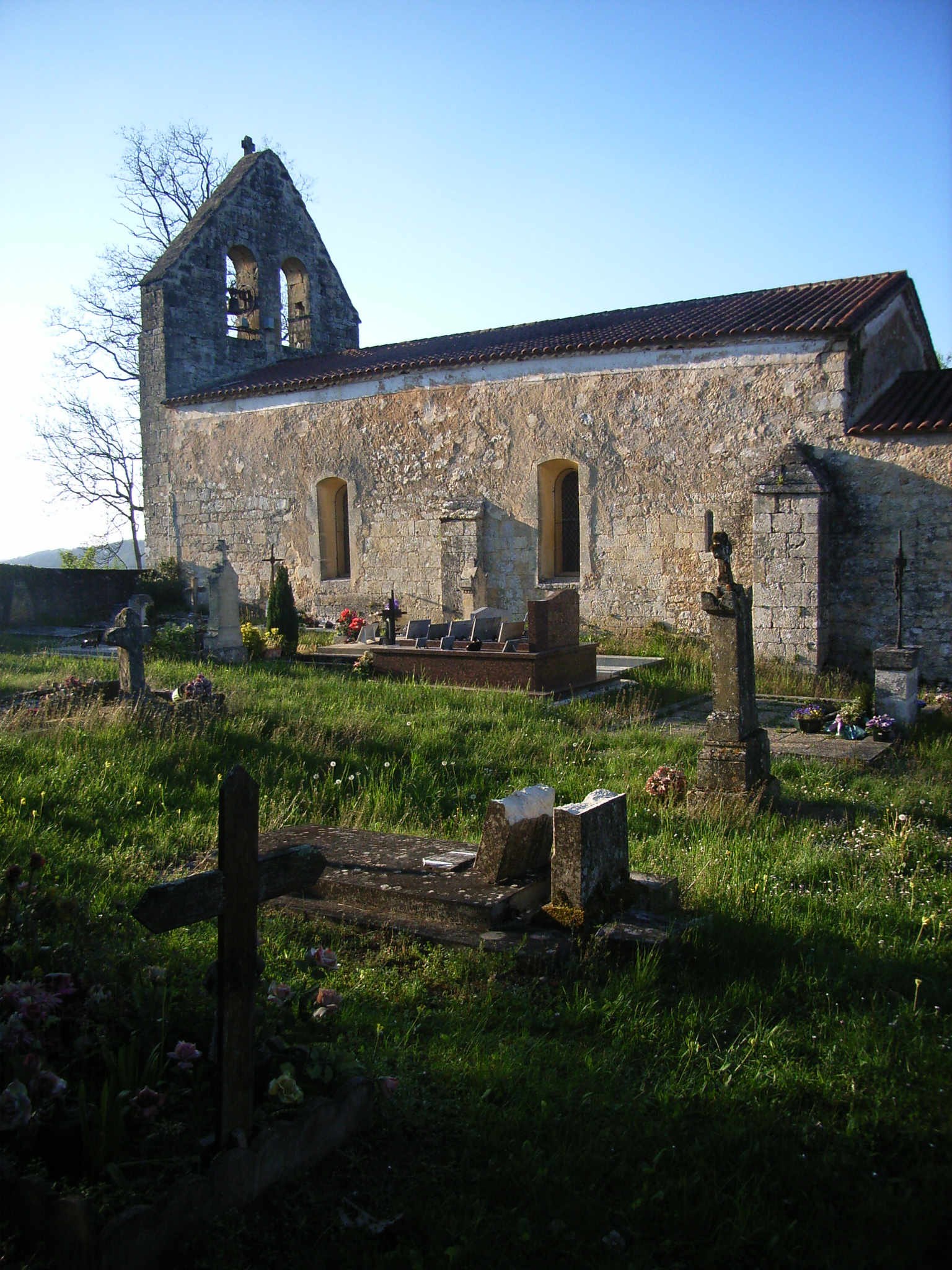
L'église de Bannes.
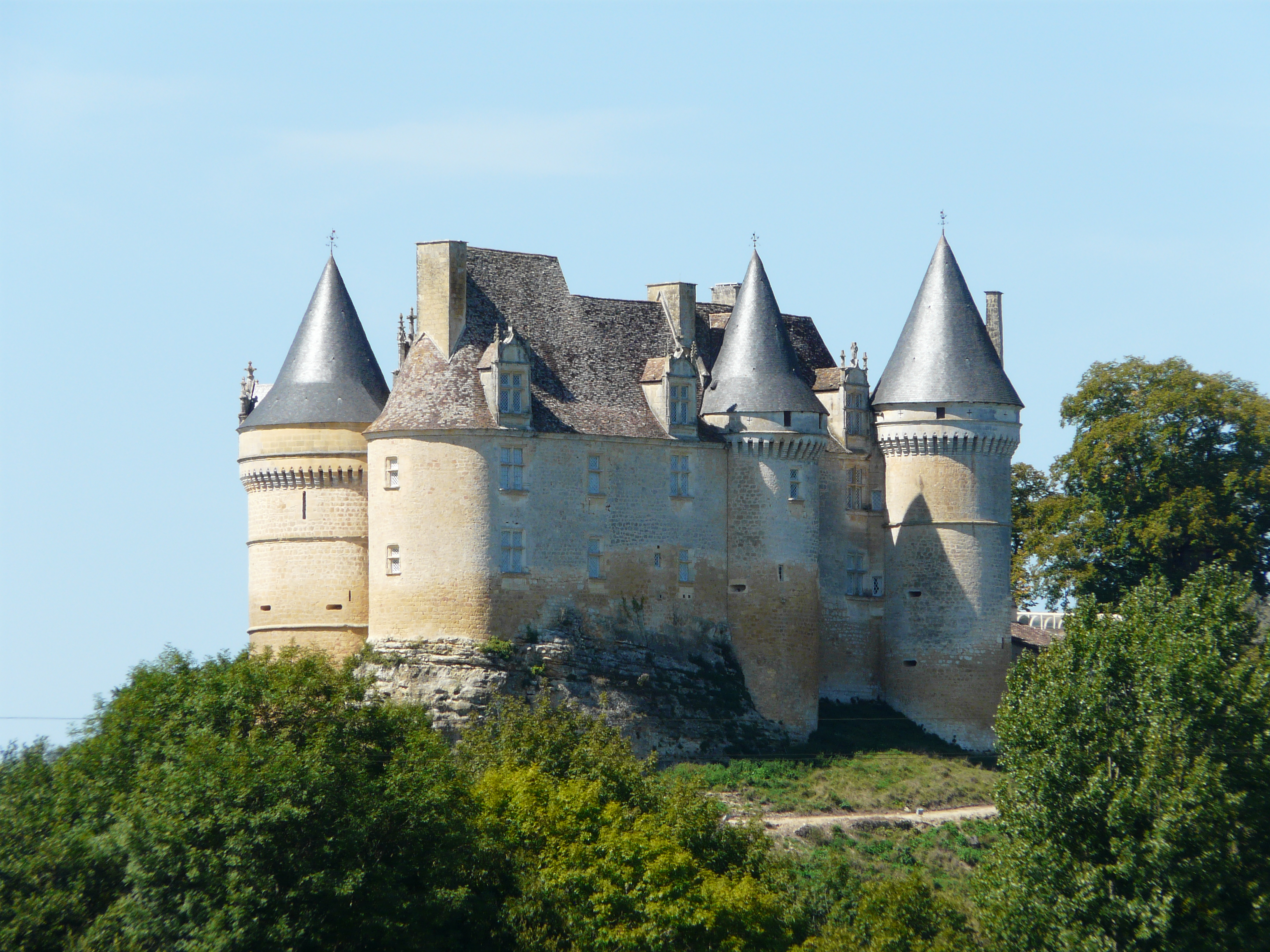
Le château de Bannes.
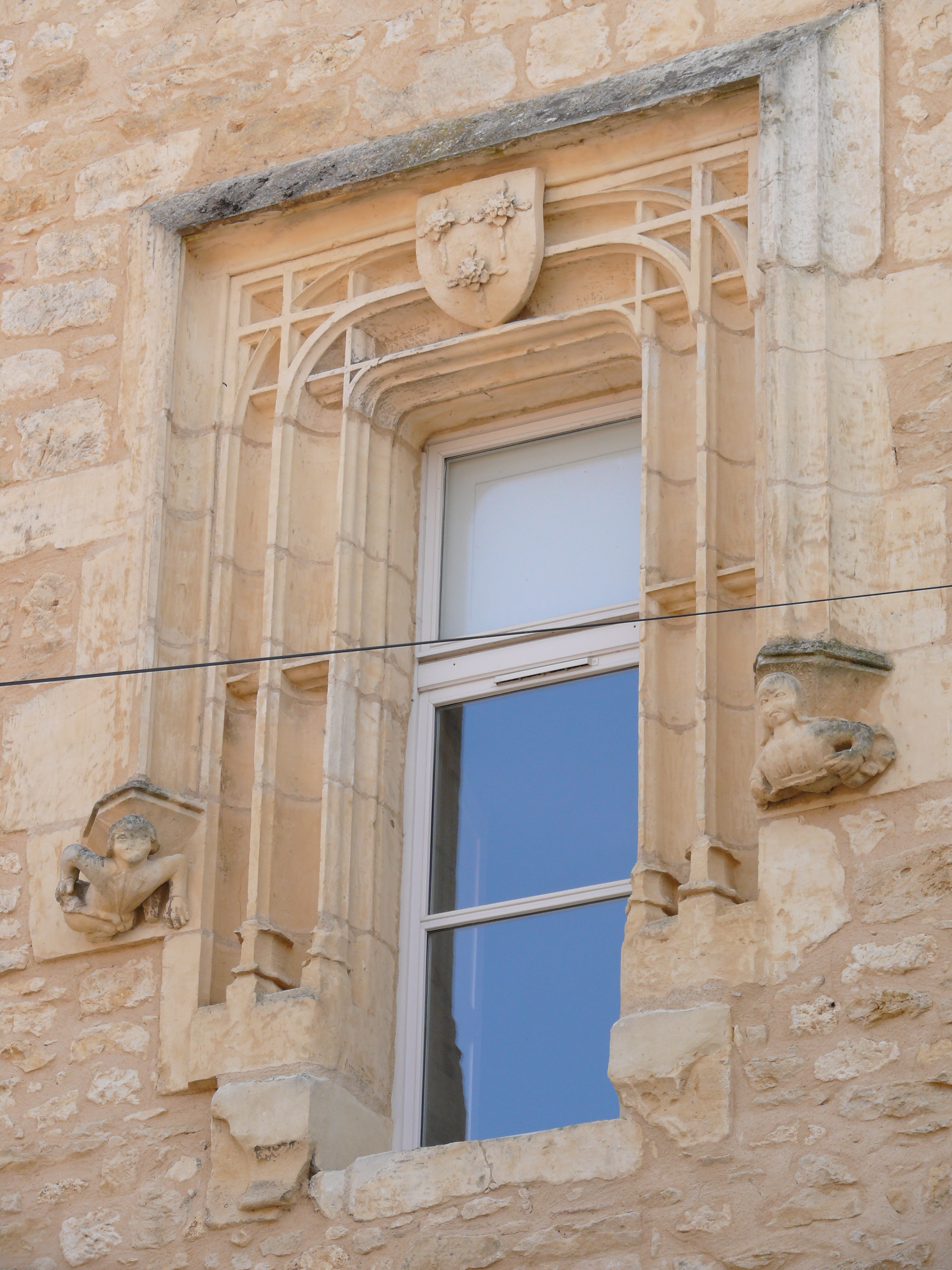
Fenêtre de la fin du XVe siècle dans la rue du Barry représentée dans un article de Jules de Verneilh[39].
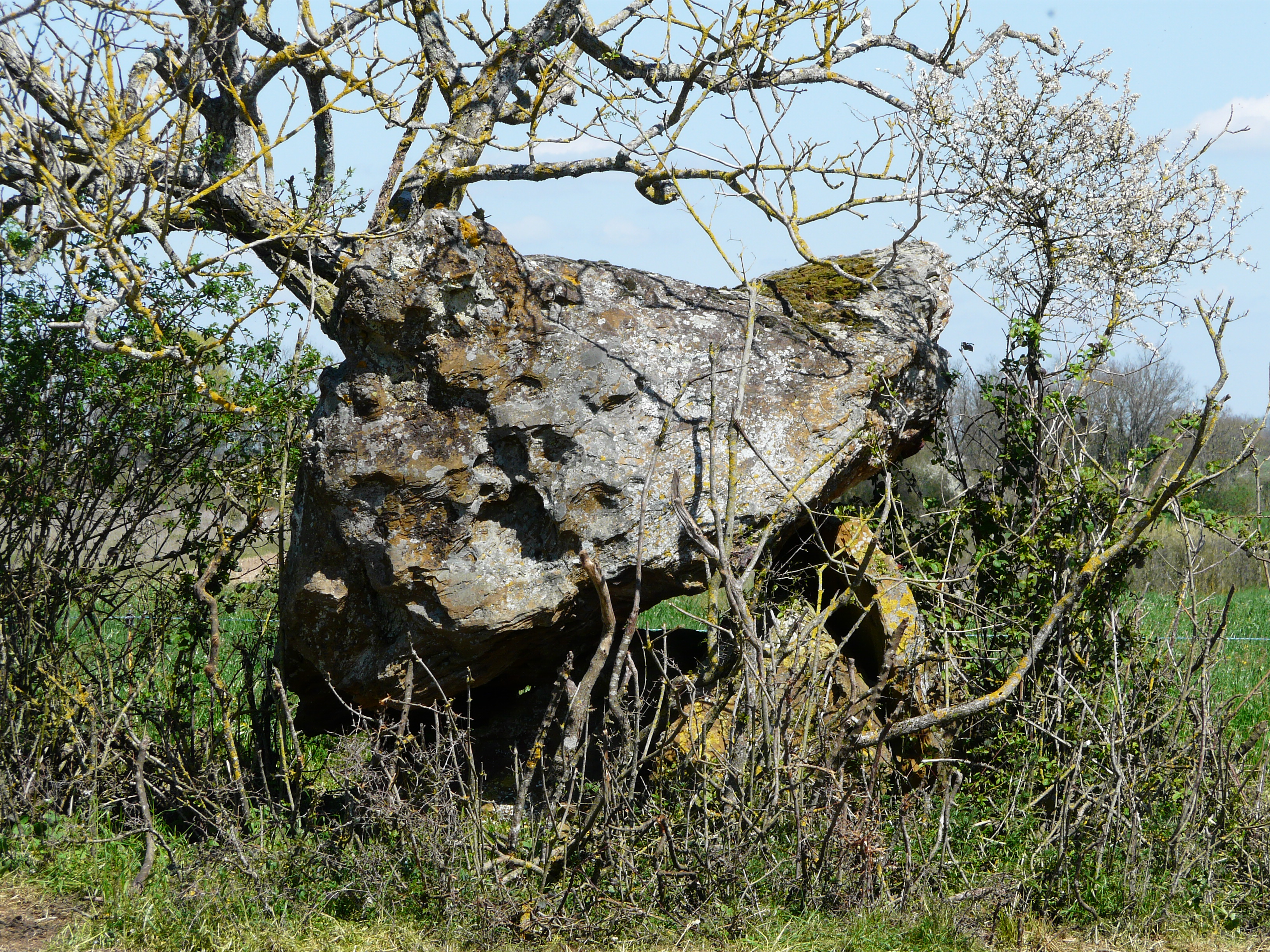
Le dolmen de Peyre Nègre.
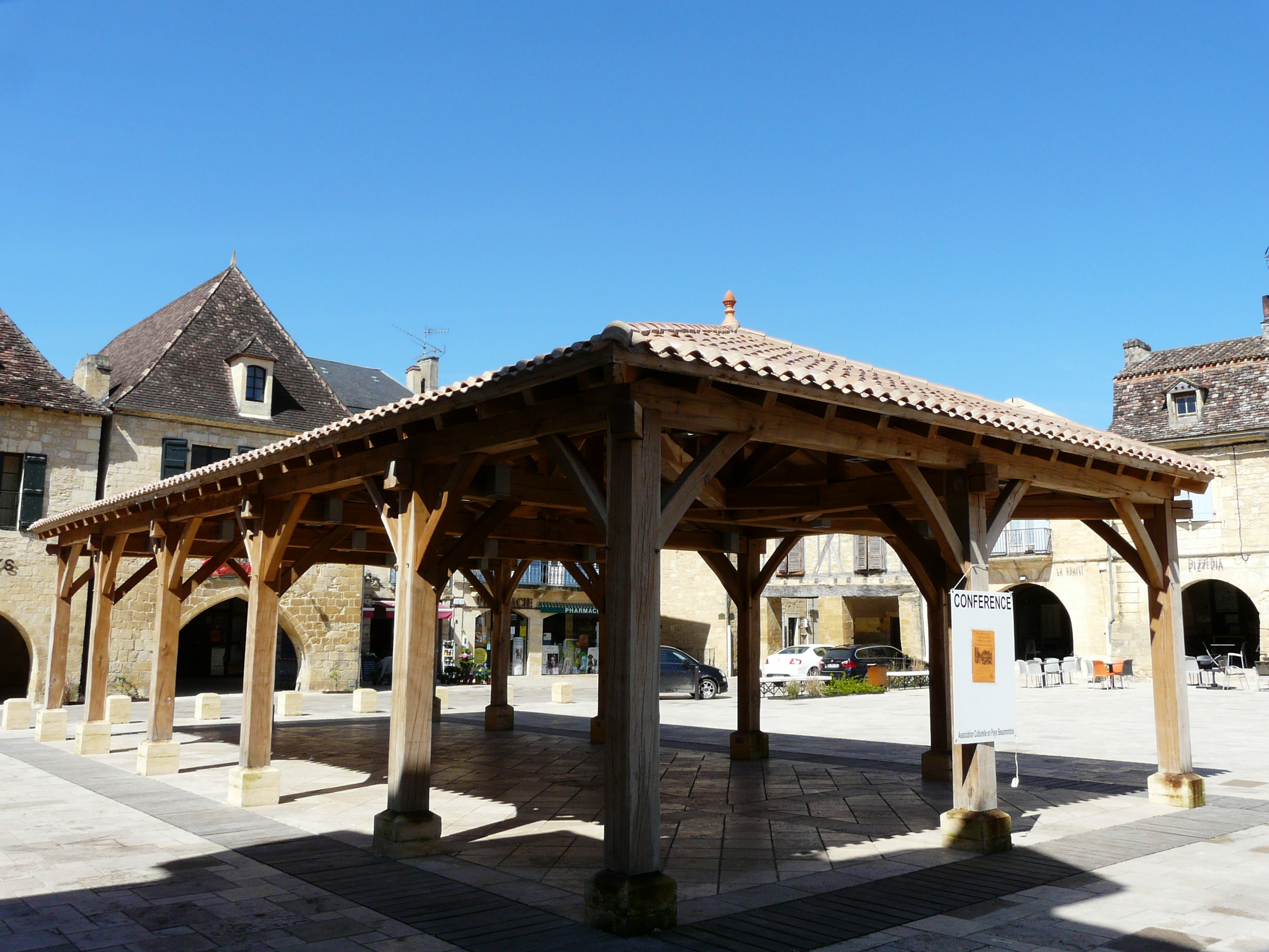
La halle.

### Patrimoine environnemental
Partagée avec la commune de Naussannes, une petite zone de coteaux calcaires d'une cinquantaine d'hectares constitue une zone naturelle d'intérêt écologique, faunistique et floristique (ZNIEFF) de type 1, sur environ un kilomètre de long, de part et d'autre du ruisseau de Naussanes, entre le bourg de Naussanes et le lieu-dit Luzier. Parmi la centaine de plantes phanérogames répertoriées sur les lieux, quatre espèces sont considérées comme déterminantes pour la protection du site : la cardoncelle (Carduncellus mitissimus), la laitue vivace (Lactuca perennis), l'orchis guerrier (Orchis militaris) et la sabline des chaumes (Arenaria controversa).

### Personnalités liées à la commune
- Gabriel Aimé Robert Joubert (1898-1944), instituteur à Beaumont engagé dans la résistance, arrêté le 20 décembre 1943, déporté le 22 janvier 1944 au départ de Compiègne à destination de Buchenwald. Mort en déportation à Buchenwald le 16 septembre 1944.[réf. nécessaire]
- Lucien Misermont (Beaumont, 17 juillet 1864-Paris, 16 mai 1940). Ordonné prêtre en 1889, docteur en droit canon et licencié en théologie. Il s'occupa de procès de canonisation en cour de Rome, où il séjourna. Il écrivit aussi plusieurs articles et ouvrages historiques ou religieux (Les Filles de la Charité d'Arras, dernières victimes de Joseph Le Bon ; Études sur Jean Le Vacher, consul de France et vicaire apostolique, etc.).[réf. nécessaire]

- Dominique Mortemousque (1950-2022), homme politique, maire de la commune de 2008 à 2015.
- Léo Testut (1849-1925), médecin et anatomiste français, qui a réalisé une étude historique et archéologique de la bastide de Beaumont et des pages sur l'histoire locale de la ville à la fin de l'Ancien Régime[42],[43].

### Liens externes

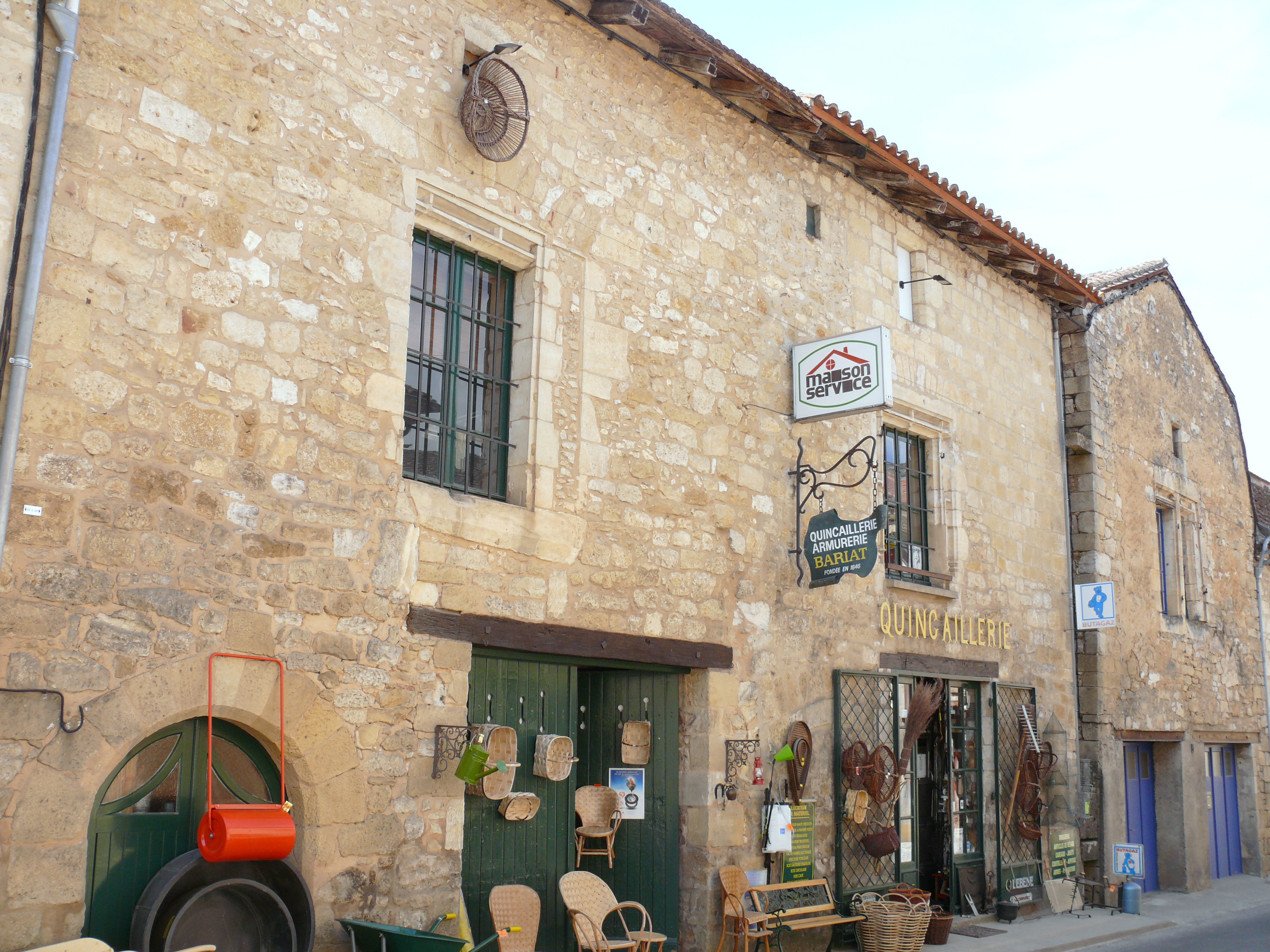
La « Maison Bariat », rue Foussal

### Héraldique
| Armes de Beaumont-du-Périgord | Les armes de Beaumont-du-Périgord se blasonnent ainsi : « Écartelé : au 1, d'azur semé de fleurs de lys d'or à la tour d'argent maçonnée de sable brochant sur le tout, au 2, d'or à trois tourteaux de gueules, au 3, d'or à trois bandes de gueules, au 4, de gueules à la fasce d'argent, sur le tout d'or au gonfanon de gueules frangé de sinople. » |